# Kronsko steklo
Kronsko steklo je vrsta stekla, ki se uporablja za izdelavo leč in ostalih optičnih naprav.
Kronsko steklo vsebuje alkalijske kovine in kalcij. Ima zelo majhen lomni količnik (približno 1,5) in majhno disperzijo (Abbejevo število je približno 60).

## Sestava
Tipična sestava kronskega stekla je:
- silicijev dioksid (SiO2) približno 73 %
- natrijev oksid (Na2O) približno 5 %
- kalijev oksid (K2O) približno 17 %
- kalcijev oksid (CaO) približno 3 %
- aluminijev oksid (Al2O3) približno 2 %

Zaradi visokega dela silicijevega dioksida je kronsko steklo težko taljivo.

## Uporaba
Največ se uporablja za izdelavo objektivov. Veliko se uporablja tudi za leče v očalih in mikroskopih. Že zelo zgodaj so ga pričeli uporabljati kot steklo za okna. 

## Zgodovina
Ime stekla izvira iz načina izdelave. Pri izdelavi so najprej z napihovanjem izdelali okroglo votlo telo (izdelek so imenovali krona) in potem so z vrtenjem (centrifugalna sila) dobili okroglo ploščato steklo (velikost 1,5 do 1,8 m v premeru). Takšno steklo je bilo tanjše na robovih in debelejše v sredini, kjer je običajno imelo celo majhno izboklino. To steklo so pozneje razrezali na želeno velikost. Prvi so izpopolnili izdelavo kronskega stekla [[francoski steklarji v 1320. letih .